# Bibi Blocksberg
Bibi Blocksberg (no Brasil, Bibi, A Bruxinha; em Portugal Bibi - A Pequena Feiticeira) é um filme de aventura e comédia alemão lançado em 2002.

## História
A bruxinha Bibi está contente, pois salvou crianças de um incêndio. Mal sabe que, ao ser premiada pelo conselho de magia por sua ação, atrai a inveja da maléfica bruxa Rabia.

## Elenco
- Sidonie von Krosigk - Bibi Blocksberg
- Maximilian Befort - Florian
- Katja Riemann - Barbara Blocksberg
- Corinna Harfouch - Rabia
- Ulrich Noethen - Bernhard Blocksberg
- Inga Busch - Karla Kolumna
- Christian Nickel - Tom
- Monica Bleibtreu - Walpurgia
- Jeanette Hain - Annalena
- Anja Sommavilla - Schubia
- Elea Geissler - Arkadia
- Kati Eyssen - Lalita
- Mareike Lindenmeyer - Edwina (as Mareike Lindenmayer)
- Eva Maria Bayerwaltes - Frau Müller-Riebensehl
- Billie Zöckler - Frau Hübner